# 南明奈
南 明奈（みなみ あきな、1989年〈平成元年〉5月15日 - ）は、日本のタレント、女優、ファッションモデル、元グラビアアイドル。オスカープロモーション、TWIN PLANETを経てフリーランス（2021年から）。夫はよゐこの濱口優。一児の母。愛称は、アッキーナ。

## 略歴
- 神奈川県横浜市鶴見区で生まれ育つ[4][5]。

- 2001年、小学校6年生の時、原宿で母親と買い物をしている際に[6]オスカープロモーションにスカウトされる。その後、レッスン期間などを経て横浜市立上の宮中学校[要出典]2年生の時[6]から主婦の友社のティーンファッション誌『Hana*chu→』のモデルとして活動。この際に現行の愛称「アッキーナ」をスタッフから名付けられる。
- 2006年2月10日、1st写真集・1stDVDをリリース。これに前後して本格的にグラビア雑誌に登場するようになる。
- 2006年4月4日、『めざましテレビ』のコーナー「早耳トレンドNo.1」に初登場。以降、「早耳ムスメ」として出演する。
- 2006年8月20日に2ndDVDを、9月25日には2nd写真集を発表。さらに10月2日には『めざましテレビ』のコーナー「今日の占いカウントダウンハイパー」のキャラクターに起用される。
- 2006年、『Hana*chu→』のモデルを卒業し、同じ出版社のギャル系ファッション雑誌『Cawaii!』へ活動の場を移す。
- 2007年9月、フリースタイルカンパニーに移籍（マネージャーとともにオスカーより独立）。これに伴い公式サイト、ブログが一部リニューアルされ、オスカーでの表記は削除された。また、従来はグラビア中心の活動であったが、独立後はトーク番組やバラエティ番組、ドラマやCMなどにも積極的に出演している。
- 2008年3月、日出高等学校卒業。
- 2008年3月3日、第45回ゴールデン・アロー賞「グラフ賞」を受賞[7]。
- 2008年5月、『〜ジョーデキ!POP COMPANY〜POP屋』にて秋山莉奈、小阪由佳と三人で口パクユニット「Peachy's」を結成。
- 2008年9月29日から2010年9月30日まで、『森田一義アワー 笑っていいとも!』の月曜日レギュラー（2009年10月8日より木曜日レギュラー）に抜擢された。平成生まれのレギュラーは南が番組史上初。
- 2009年2月、『クイズ!ヘキサゴンII』にてローラーブレードユニット「南明奈のスーパーマイルドセブン」を結成（詳しくは後述参照）。
- 2009年7月13日、ZAKZAKの「第2回日本グラビアアイドル大賞」を受賞する。
- 2015年5月、「JNAネイルキャラバン アンバサダー」、「台湾ネイル親善大使」に選ばれ[8]、ネイルクイーン 2015（タレント部門）を受賞[9]。2016年も「台湾ネイル親善大使」に選ばれている[10]。
- 2018年5月25日、交際中だった濱口優との結婚を濱口が自身のインスタグラムで報告[11]。
- 2019年8月、フリースタイルカンパニーとの契約を満了し、TWIN PLANETに移籍[12][13]。
- 2019年9月3日、東京ディズニーシー・ホテルミラコスタにて挙式・披露宴をおこなった[14]。
- 2019年9月7日、さいたまスーパーアリーナにて開催された「第29回東京ガールズコレクション2019 AUTUMN/WINTER」では、シークレットゲストとして夫婦そろって和装の結婚衣装でランウェイを歩いた[15]。
- 2021年4月21日、第1子を妊娠していることを夫の濱口とともにYouTubeチャンネル「おうちのまさる」で明らかにした[16]。しかし、6月8日、死産と公表される[17][18]。
- 2021年11月19日、所属事務所TWIN PLANETを退所したことを報告[3]。以降は個人事務所で活動予定。
- 2022年7月18日、男児の誕生が発表される[19]。9月22日、仕事復帰を報告[20]。

## 人物

### 家族・愛称
ペットは犬3匹（ミニチュアダックスフントの「れお」、トイ・プードルの「ちびくろ」）と猫1匹（ノルウェージャンフォレストキャットの「パール」）。
和田アキ子の誕生会で一緒になった濱口優と、出川哲朗のすすめで電話番号を交換した事をきっかけに交際を開始、約5年後の2018年の正月にプロポーズを受けて5月25日に入籍した。
南の両親については、南は両親が10代の時に産まれた子供で、南が高校に進学した時にはトヨタ・ハイエースのバニングを愛車にしているヤンチャな両親であると述べている。
愛称「アッキーナ」を名付けたのは『Hana*chu→』編集部のスタッフで、モデルの愛称を一人一人決める時に「響きが外国人っぽいし、いいんじゃない?」と簡単に決められたため、当時はダサいと思って気に入らなかった。『めざましテレビ』の「早耳トレンドNo.1」コーナーではVTR中、早耳ムスメがナレーターに下の名前で「○○ちゃん」と呼ばれるのが慣例だが、南の場合はそのまま「アッキーナ」と呼ばれた。『はねるのトびら』放送当時には必ずミユッキーナこと井森美幸のコンビでゲスト出演していた。また、柏幸奈や木下優樹菜が対抗して「ユッキーナ」を自称したり、元木大介が「モッキーナ」、吉田明世が「アッキーヨ」と呼ばれたりするなど幅広く浸透しており、本人も「『南さん』と呼ばれるより『アッキーナ』と呼ばれる方がしっくりくる」と話している。
なお、松尾伴内とは、縁戚関係にある。

### 趣味・特技
- 趣味はメール、音楽鑑賞、事務用品・香水・帽子の収集。
- 特技は和太鼓（中学時代サークルに入っていた[22]）、裁縫、三半規管が強く目が回らない。
- 幼稚園から中学3年まで英会話学校に通っていたことがあり、英語が得意と自称している[23]。
- 漫画好きで、小学生時代は漫画家を目指していた[6]。『りぼん』（集英社）の読者コーナーにイラストを投稿したこともある。結果的に画力が上がらず断念する[6]。
- ゲーマーであり、2010年時点で現行ハードを全て所持し、所持本数1,000本以上、つぎ込んだ金額はハード・ソフト込みで最低でも110万円を超える。特に『メタルギアソリッド』や『龍が如く』といったバイオレンス系ゲームを好み、南が『メタルギアソリッド3』を何度もクリアしているシリーズのファンだという話が監督の小島秀夫に伝わり、『メタルギアソリッド4』には自身のポスターが登場している。
- RPGはほとんどプレイしないが、唯一『ポケットモンスター』シリーズはプレイしている。好きなポケモンはイーブイ、ロコン、カイリュー。
- 『喧嘩番長』シリーズをプレーしている縁で、スパイクから発売されているゲーム（『喧嘩番長』シリーズ・『ガチトラ!』など）のCMにも出演していた。

### 性格
- 極度の負けず嫌いで勝利への執着心が強く、テレビ番組の企画で行われるゲームやスポーツに挑戦する際には常に真剣勝負で挑んでおり、その結果好成績を残すことも多い。
- 一匹狼で、高校時代も他の人と群れて移動するのを嫌っていた[24]。

### 好きなもの・人物
- 食べ物は、プリン、焼肉（ただし『とんねるずのみなさんのおかげでした』「新・食わず嫌い王決定戦」出演時点では牛タンが苦手だったが、現在は克服。）、もやし、サーモン、オムライス、シチュー、クレープ、菓子、チュロス。寿司屋に行ったときは必ずサーモンを10貫以上頼む。
- 元々モーニング娘。に憧れて芸能界入りしたため、歌や踊りを行う本格的アイドルユニットに憧れており[注 1]、渡辺麻友やももいろクローバーZ[22]のファンであることを公言。ももクロに関してはファンクラブに入り、ライブにも行っている[22]。
- プロ野球は北海道日本ハムファイターズのファン。以前までは読売ジャイアンツファン（特に高橋由伸のファン）だったが、栗山英樹に誕生日プレゼントを贈与したことにより、日本ハムファンに鞍替えした。
- 絶叫マシンは、かつてスプラッシュ・マウンテンにも乗れないほどだったが、仕事で度々乗っているうちに好きになった[22]。

### 苦手なもの
- お化け屋敷[22]。

### 交友関係
- 『サキよみ ジャンBANG』で共演したアメリカザリガニ・ヒカリゴケなどの松竹芸能所属の芸人と交流することが多い。アメザリとは地方のトークショーなど他の仕事で共演する際も「安心する」と信頼している。

### エピソード
- 飲料水・水道水が苦手で小学2年生から24歳まで飲めなかった。水の代わりにコーラ、スポーツ飲料、炭酸を飲んでいた。また、水嫌いに影響してかお酒もカクテル系は飲めず、ウイスキーや芋焼酎のロックのみ飲める[25]。
- 母は20歳の時に、南を出産している。『人生最高レストラン』（2024年8月24日放送）出演時に、加藤浩次と同じ年齢だと明かしている。
- 長くショートカットで髪の上だけを束ねる「噴水ヘアー」をトレードマークとしていたが、2009年7月頃から噴水ヘアーをやめて茶髪にし、パーマをかけ始めた。
- 『FNS27局対抗!三輪車12時間耐久レース O-1 Grand Prix 2010』（2010年7月25日放送）では『ヘキサゴン』チームを日本一へと導き自分自身も嬉し泣きした。後日、南は「今まで『皆で頑張って試練を成し遂げる』経験がなく、昨年のレースを見て『来年は自分も出たい』と思ったために志願した」旨を語っている。
- トヨタ・ヴォクシーとトライクを所有している。トライクは26時間テレビ・三輪車耐久レース優勝のご褒美として購入し、現在はさらにLEDやブラックライトを搭載した改造仕様にしている[26]。
- 『2011FNSの日』（2011年7月26日放送）「めちゃイケVSヘキサゴン」内での相撲対決では2回の取り直しの上勝利し顔面粉だらけになりながらも勝利を収めて男勝りのガッツポーズを見せた。また、『新春!爆笑ヒットパレード』（2012年1月1日放送）でも相撲を行い、こちらは1回の取り直し後に勝利した。その他にも巨大だるま落としで二段同時抜きを成功させたり、ミニキックターゲットを剛速球で宣言通りに射抜くなどの成果を出している。
- 『ヘキサゴン』の企画内で行われたボートレースにおいて参加メンバー中2位の記録を叩き出している。
- ボートレースのイメージキャラクターは2010年から2013年まで4年間担当し、どのイロ、好きなの？等の名文句を出したが2013年の賞金王で卒業発表してファン等が衝撃を受けた。

### カート関連
16歳頃から始めたレーシングカートなどのスピード系スポーツも好んでおり、現在ではプライベートでも休日にサーキットへ行き、マイスーツ・マイヘルメットでカートの練習を行っている。
- 1st写真集の撮影で訪れたタイにてカートで遊んだところ大クラッシュし鼻血を出したが、そのままカートで遊んだ。後の検査で鼻にヒビが入っていることが発覚したが、そのまま撮影を続行、しかし、あまりにも酷かった為に修正を加えたと本人が証言している。
- 『ヘキサゴン』の企画内で行われたカートレースでは千代勝正を上回るタイムを出して女性1位となった[注 2]。また、『サキよみ ジャンBANG』内のミニカートレースでも後ろから来るカートをブロックするなどのテクニックを見せて優勝した。
- 2011年10月1日に放送された『オールスター感謝祭'11秋』で実施した「赤坂カートグランプリ」では2回のマシントラブルによるリスタートがありながらも優勝した。その走りは千代からもTwitterで「あの闘争心は是非とも見習いたいと思います」と評価された[28]。

オールスター感謝祭の反響は大きく、本人も「2ヶ月ぐらいは言われ続けた」と語っている。また、カートグランプリ以後モータースポーツ関連のイベントにも登場しているほか、2012年7月には事務所スタッフや助っ人として参加したプロレーサーとともにプライベートでカートレースに参戦した。

### クイズ!ヘキサゴンII
2008年1月30日放送分で初出演。その時は中位の成績だったものの、後の出演においてつるの剛士（12位）、野久保直樹（13位）、木下優樹菜（14位）、里田まい（15位）、上地雄輔（16位）、スザンヌ（17位）の「おバカ6人組」全員に負け最下位となり、司会者の島田紳助に「日本の最下位」と評された。以降は番組の終了まで常連出演となり、他番組ではおバカタレントと扱われることが増える。
初登場時は島田紳助が南をひいきし、木下を邪険に扱ったためふてくされ、その際に木下は「ユッキーナ」と言ったため、木下の愛称になった他、元木大介も他の出演者から「モッキーナ」と言われたため愛称が決まった。
その後も男性出演者は南をひいき（「アッキーナは間違えてもかわいいから許す」など）しており、その対比としてmisonoなどがイジリの対象になることがある。しかし、ラサール石井に対し酔って暴言を吐いたことがある。
ローラーブレード練習の努力が認められ、2008年12月より予定されていたローラーブレードチームに参加が決定。ユニット名も「南明奈のスーパーマイルドセブン」となりCDが発売された。レコーディングの際には歌が苦手であることが判明し、紳助が「ドレミだけでメロディを作っている」と発言したことがあった。2010年のヘキサゴンコンサートではさとう里香の代役として矢口真里とストローハットに参加していたが、2011年発売のヘキサゴンアルバムから正式メンバーとなった。
最終回を含めた出演回数は71回、予選ペーパーテスト最高順位は2010年6月30日放送分の10位、最高得点は2009年9月30日放送分の27点、最低得点は2008年7月9日放送分の6点である。
漢字や四字熟語などの国語問題や漫画問題の正解率は高い。
驚くとなぜか後ろにジャンプする傾向があり、番組では「秘技：猫ジャンプ」というテロップが表示されている。

## 出演

### バラエティ・情報番組
- めざましテレビ 早耳トレンドNo.1-早耳ムスメ（2006年4月4日 - 2008年3月、フジテレビ）
- 大進撃放送BONZO!（2006年7月 - 2006年9月、TOKYO MX）
- モバポスGREAT（2007年10月3日 - 2008年3月26日、日本テレビ）
- クイズ!ヘキサゴンII（2008年1月30日 - 2011年9月28日、フジテレビ）
- モバタレGREAT （2008年4月2日 - 2008年9月24日、日本テレビ）
- Beポンキッキ／beポンキッキーズ（2008年4月7日 - 、BSフジ）※ピンク色のリスの衣装で出演
- run for money 逃走中（2008年4月22日・10月2日・2009年4月2日・2010年10月10日・2011年1月16日、フジテレビ）
- 〜ジョーデキ!POP COMPANY〜POP屋（2008年5月 - 2008年9月、フジテレビ）
- GO!GO!アッキーナ（2008年7月1日 - 2008年9月30日、テレビ東京）
- 森田一義アワー 笑っていいとも!（2008年9月29日 - 2010年9月30日、フジテレビ）※月曜レギュラー（2008年9月29日 - 2009年9月28日）→木曜レギュラー（2009年10月8日 - 2010年9月30日）
- 笑っていいとも!増刊号（2008年10月5日 - 2010年10月3日、フジテレビ）※日曜日
- サキよみ ジャンBANG!（2009年4月3日 - 2014年3月28日、テレビ東京）
- オールスター感謝祭（2009年4月4日 - 年2回放送、TBSテレビ）
- アッコにおまかせ!（2010年4月18日 - 、TBSテレビ）
- 天才てれびくんMAX（2010年4月 - 2010年9月、NHK教育）「アッキーナの放課後レッスン」
- BOAT RACEライブ（2011年4月3日 - 、BSフジ他）
- プリティーリズム・オーロラドリーム（2011年4月9日 - 2012年3月31日、テレビ東京）※実写パート
- バラエティー生活笑百科（2011年4月23日、NHK総合）
- 女子力アップ塾（2011年5月14日、NHK教育）※講師
- 世界入りにくい居酒屋（2014年 - 2018年、NHK BSプレミアム） - 不定期出演・MC
- ローカル路線バス乗り継ぎの旅 第22弾（2016年1月2日、テレビ東京）
- オトモノガタリ（2016年1月 - 、TOKYO MX） - メインMC[33]
- ジンギス談（2020年7月10日・17日、北海道放送）
- 人生最高レストラン（2024年8月24日、TBSテレビ） - ゲスト（夫・濱口優とともに出演）[34]

### テレビドラマ
- しにがみのバラッド。 第10話（2007年3月13日（12日深夜）、テレビ東京） - 樋浦トイロ 役
- うさぎたちのもちつき 第5話 - 第8話 (2008年、BS-i） - 咲 役
- シバトラ〜童顔刑事・柴田竹虎〜（2008年7月 - 9月、フジテレビ） - 鮎川環 役
  - シバトラ〜童顔刑事! 史上最大の危機スペシャル〜（2009年5月9日）
  - シバトラ〜さらば、童顔刑事スペシャル〜（2010年5月22日）
- スペシャルドラマめぞん一刻・完結編（2008年7月26日、テレビ朝日） - 七尾こずえ 役
- リアル・クローズ（2008年9月16日、フジテレビ） - 花田瞳 役
- 日本史7大ミステリー歴史を作った女たちSP 歴史は女が動かしていた!?（2008年12月23日、テレビ東京） - 濃姫 役（再現ドラマ）
- リアル・クローズ（2009年10月 - 12月、フジテレビ） - 森奈津子 役
- 傍聴マニア09〜裁判長!ここは懲役4年でどうすか〜（2009年10月22日 - 12月24日、読売テレビ） - ヒロイン・織田美和 役
- 連続テレビ小説 ゲゲゲの女房[35]（2010年5月24日 - 7月9日・9月3日、NHK） - 河合はるこ 役
- マドンナ・ヴェルデ〜娘のために産むこと〜（2011年4月12日 - 5月24日、NHK総合） - 青井ユミ 役
- 怪盗ハンサム（2011年7月29日、東海テレビ） - 川越麻央 役
- ボーイズ・オン・ザ・ラン（2012年7月 - 9月、テレビ朝日） - 植村ちはる 役
- お助け屋☆陣八 第5話（2013年2月7日、読売テレビ） - 斉藤美羽 役
- ドラマスペシャル この世で俺/僕だけ（2013年3月31日、BSジャパン） - 若槻 役
- 間違われちゃった男 第7話・第8話・第11話（2013年5月25日・6月1日・22日、フジテレビ） - 赤間知花 役
- 空飛ぶ広報室 第8話・第9話（2013年6月2日・9日、TBS） - 芳川秋恵 役
- 鍵のない夢を見る 第3夜「石蕗南地区の放火」（2013年9月15日、WOWOW） - 朋絵 役
- こうのとりのゆりかご〜「赤ちゃんポスト」の6年間と救われた92の命の未来〜（2013年11月25日、TBS） - 百瀬里奈 役
- ウレロ☆未体験少女 第1話（2014年1月10日、テレビ東京） - アキ 役
- ホワイト・ラボ〜警視庁特別科学捜査班〜 第1話（2014年4月14日、TBS） - 桃井遥 役
- 水曜ミステリー9 刑事・ガサ姫〜特命・家宅捜索班〜3（2014年6月11日、テレビ東京） - 松本春香 役
- テレビせとうち開局30周年記念ドラマ「がんばれ!ホワイトピーチーズ」（2015年12月20日、テレビせとうち） - 主演・カオリ 役[36]
- 歴史ミステリーロマン 幕末維新の謎を解け!（2016年3月27日、テレビ東京） - 下田太鳳 役
- 真夜中の百貨店Season2（2016年10月 - 、BSジャパン） - スタイリスト 役 [37]
- 魔法×戦士 マジマジョピュアーズ! 第1話（2018年4月1日、テレビ東京） - 南法子 役[38]

### 映画
- Wanna Be FREE!〜東京ガール（2006年8月） - 読者モデル 役
- コーラスたい♪ 〜彼女たちのキセキ〜（2007年8月） - 女子高生コーラス部 亜紀 役
- ブラブラバンバン（2008年3月）
- 劇場版 超・仮面ライダー電王&ディケイド NEOジェネレーションズ 鬼ヶ島の戦艦（2009年5月） - トキ 役
- 呪怨 白い老女（2009年6月）- 主演・柏木あかね 役
- 土竜の唄 潜入捜査官REIJI（2014年2月15日） - トラガール 役

### ウェブドラマ
- 伝染るんです。（2009年10月26日 - 12月、BeeTV） - ミッチー 役

### 舞台
- ケンコー全裸系水泳部 ウミショー（2007年8月2日 - 8日、全労済ホールスペース・ゼロ） - 主演・蜷川あむろ 役

### 劇場アニメ
- 劇場版ポケットモンスター ダイヤモンド&パール ギラティナと氷空の花束 シェイミ（2008年7月） - レイラ 役
- 10thアニバーサリー 劇場版 遊☆戯☆王 〜超融合!時空を越えた絆〜（2010年1月） - アッキーナ 役
- カラフル（2010年8月） - 桑原ひろか 役[39]

### ネット番組
- MIDTOWN TV ○○あい☆コラ!生やぐち（GyaO 2007年12月20日 - 12月27日）
- うさぎたちのもちつき（NETCINEMA.TV 2008年3月1日 - ）
- 神児遊助のげんきのでる恋 （NTTドコモ携帯電話放送、Bee TV）
- 南明奈 インタビュー モッテコ書店 （2010年5月25日）
- 戦闘車（Amazonプライム・ビデオ 2017年10月6日 - 27日）
- ポケ森もくもく木曜日（2018年10月18日 - 12月27日、AbemaTV・ウルトラゲームス） - MC[40]

### モバイルサイト
- アイドルがイッパイ （アイパイ）
- 動画ステーションG

### ラジオ
- 美弥乃静と南明奈の「Mの二乗」（伊勢原FM）

### ゲーム
- プロ野球スピリッツ4（コナミデジタルエンタテインメント） - 公式サイト・プレイ感想
- メタルギアソリッド4（コナミデジタルエンタテインメント） - ポスターでの出演※アジア版
  - メタルギアオンライン（コナミデジタルエンタテインメント） - 正月限定でグラビア本での出演
- ヤッターマンDS2 ビックリドッキリアニマル大冒険（タカラトミー） - 本人役

### ポスター
- 名古屋市選挙管理委員会 2011年（平成23年）3月13日執行 名古屋市議会議員一般選挙
- 2011 - 2012年建設業年末年始労働災害防止強調期間（2011年12月1日 - 2012年1月15日）

### モデル
- Hana*chu→（主婦の友社）- 元レギュラー
- Cawaii!（主婦の友社） - レギュラー

### PV
- everlasting （fripSide） - 「ああっ女神さまっ 第42巻 限定版」OAD主題歌

### CM・キャンペーン
- 大塚化学「オロナミンC 元気ハツラツぅ? CMバトル」（2005年12月） - 案内役
- ハンゲーム（2006年8月12日 - ） - ピンク少佐 役
- グッドウィル モバイト・ドット・コム（2007年）
- アデランス（2007年3月 - ）
- ワーナーミュージック・ジャパン 『Lovely! Cute&Sweet J-Ballads』（2008年2月）
- サンシャインKYORAKU（2008年）
- 秋葉原電気街振興会「秋葉原電気街まつり」（2008年 - 2009年）
- ヤッターマン×トウシバ（2008年7月）
- 大塚ベバレジ→大塚食品「マッチ」（2009年 - 2010年）
- アラクス ノーシンピュア（2009年8月 - 2012年）
- BOAT RACE振興会
  - 「Battle of 6 BOATRACE」編（2010年1月 - 12月23日）千原ジュニアと共演
  - 「アッキーニャ」編（2010年12月24日 - 2011年）北条隆博と共演
  - 「女子選手編」（2011年 - ）魚谷香織（競艇選手）と共演
- スパイク
  - 『喧嘩番長4 一年戦争』（2010年2月）イメージキャラクター
  - 『喧嘩番長5 漢の法則』（2011年1月）イメージキャラクター
  - 『ガチトラ! 〜暴れん坊教師 in High School〜』（2011年4月）イメージキャラクター
- ロッテアイス「ザクリッチ」（2010年4月 - ）
- ロッテ「クールミントガム」（2010年9月 - ）広瀬アリスと共演
- 品川近視クリニック
- ホーユービューティラボ（2011年2月 - 2013年）
- DMM.com（2012年8月）
- GREE「ドリランド」（2013年9月 -）
- キグナス石油「2012年、2013年度キグナスイメージガール」
- NEXUS（2013年 - ）
- 株式会社エアージェイ
- 山晃住宅
- CLCコーポレーション（2017年 - ）[41]
- ユニ・チャーム「シルコットウェット」（2021年）夫の濱口優と共演[42]

### ファッションショー
- SHIZUOKA COLLECTION 2015 Autumn/Winter（2015年9月19日、グランシップ）

## 作品

### 写真集
- アッキーナ（2006年2月10日、竹書房）ISBN 4-8124-2581-6
- HARU NATSU AKINA（2006年9月25日、彩文館）ISBN 4-7756-0147-4
- アートレスビフォア18（2007年3月、小学館）- DVD付写真集 ISBN 978-4-09-103052-8
- Miaminami（2007年5月12日、アスコム）ISBN 978-4-7762-0413-8
- オッキーナ（2007年9月、学習研究社） ISBN 978-4-05-403362-7
- SO・TSU・A・RU（2008年4月、スクウェア・エニックス） ISBN 978-4-7575-2233-6
- 南明奈￥680（2008年6月、ソニー・マガジンズ） ISBN 978-4-7897-7040-8
- SMILES save the earth!〜笑顔は地球を救う!〜 （2009年2月14日、講談社） ISBN 978-4-06-364755-6
- 373-16→20 （2009年5月15日、集英社） ISBN 978-4-08-780523-9

### デジタル写真集
- 南明奈 デジタル写真集 Part1 『Premium』 （アスペクトデジタルメディア）
- 南明奈 デジタル写真集 Part2 『Platinum』 （アスペクトデジタルメディア）
- 南明奈 デジタル写真集 Part3 『Pearl』 （アスペクトデジタルメディア）
- 南明奈 デジタル写真集 Part4 『Precious』 （アスペクトデジタルメディア）

### 書籍
- フォトエッセイ「Minami Mania」（2007年3月30日、アスコム）ISBN 978-4-7762-0370-4
- アッキーナ's 南明奈はコレでできている（2009年1月16日、講談社） ISBN 978-4-06-352754-4

### DVD
- アッキーナ（2006年2月10日、竹書房）
- あきないあきな（2006年8月20日、ラインコミュニケーションズ）
- スマイル×2 アッキーナ（2006年11月25日、オールインエンタテインメント）
- 南明奈 ハッピーエイティーン♥（2007年5月30日、スクウェア・エニックス）
- 最強少女（2007年9月12日、学習研究社）
- アッチーナ（2007年12月14日、フォーサイド・ドット・コム）
- 夢雲〜お仕事ですよアッキーナ!〜（2008年5月23日、リバプール）
- アッキーナ大図鑑（2008年8月22日、竹書房）
- 碧空〜卒業式だアッキーナ!〜（2008年10月24日、リバプール）
- SMILES save the earth!〜笑顔は地球を救う!〜（2009年3月24日）
- ぜんぶウソ Vol.4（2010年1月27日、バップ）※ウォッチャーとして出演
- ココロノスキマ〜平成21年度情報セキュリティ対策ビデオ〜（警察協会）

### CD
- とんちんかんちん一休さん（DVD付）（2007年7月11日）
- My Baby Boy （DVD付）（2008年8月6日、Peachy's名義）
- わたしのガーデン（チェルシー舞花とのデュエット、2009年6月1日・フジテレビKIDS WEB SHOP 限定販売）

### トレーディングカード
- 南明奈オフィシャルカードコレクション アッキーナ辞典（2006年9月17日、さくら堂）

### その他
- 防衛省広報誌『MAMOR』（扶桑社）2020年7月号 - 下総航空基地にて海上自衛隊の制服を着て撮影、表紙と巻頭グラビアを飾る。